# Young Imam
Young Imam (Malajisk: Imam Muda) er et malajisk realityshow som begyndte i 2010. Unge muslimske mænd konkurerer om en jobstilling som Iman i en moske i Malaysiens hovedstad Kuala Lumpur og om et stipendium på Al-Madinah International University i Saudia Arabien en bil og en iphone og 20.000 Ringgit og en pilgrimsrejse til Mekka..Programmet blev skabt af Izelan Basar med inspiration fra American Idol. Programmet fik 3,3 millioner seere i første sæson. Næste sæson begyndte i April. Showet er lavet af Tv-stationen Astro Oasis som ejes og drives af Astro.

## Konkurrencen
Der er 10 deltagere klædt i sorte jakkesæt
som skulle være mellem 19-27 år gamle. 1000 ansøgte om deltagelse i showet. Hver uge skal deltagerne konkurerer i muslimske traditioner som fx at recitere vers fra koranen, bære ligkister og slagte får og prædike for ikke-muslimer på politistationer klargøre lig , tag med på patrulje med politiet fro at anholde folk der kørte for hurtigt. Hver uge bliver en af deltagerne stemt hjem og den der bliver tilbage sidst vinder. De to finalister var Muhammad Asyraf Mohd Ridzuan og Hizbur Rahman Omar Zuhdi.Asyraf en 26 år gammel muslimsk religiøs lærer vandt.Dommeren var imanen fra Malaysias national moske.Hvem som vinder bliver bestemt af den den tidligere stormufti i Malaysias nationalmoské Hasan Mahmood.

## Modtagelse
Showen var det bedste show Astro Oasis har vist. En tv-kanal som er dedikeret til religiøse programmer.Efter international opmærksomhed i medierne har det meddelt at det vil udvide showet til andre Muslimske lande.Markedsanalytikeren Hafizul Fadly mener at tv-programmet kan bidrage til at ændre forståelsen for muslimer.Han har udtalt 
| Citat | Disse unge imamer er moderne, og det har vi brug for. Muslimer af i dag er meget progressive. Efter 9/11 er det godt for os at vise det sande billede af islam | Citat |
|       | |       |